# Niederirsen
 Niederirsen  là một đô thị thuộc huyện Altenkirchen, trong bang Rheinland-Pfalz, phía tây nước Đức. Đô thị Niederirsen có diện tích 2,84 km², dân số thời điểm ngày 31 tháng 12 năm 2006 là 113 người.